# 山田古麻呂
山田 古麻呂（やまだ の こまろ）は、奈良時代の官人。姓は史のち連。官位は外従五位下・主税助。

## 経歴
淳仁朝の天平宝字3年（759年）播磨大掾・正六位上の時に天皇の詔に応えて、以下のような意見封事を行っている。
正丁の百姓（人民）が5人以上の男子を生んだとして、その男子の年齡が20歳以上になれば、庸・調を納め父子ともに課役を従わなくてはなりません。このような場合、いくらか優矜（優遇）があるべきです。庶民が正丁5人以上を生む場合には、その課役を免じることをお願いしたい。
この奏上は、担当の所司に付託して施行された。なお、この奏上は『政事要略』にもにも「国史云」として引用されているほか、制度そのものは『延喜式』に継承されている。
同年12月に一族の山田白金ら74人が史から連に改姓していることから、古麻呂も同時に改姓したものと想定される。天平宝字5年（761年）外従五位下に昇叙され、翌天平宝字6年（762年）主税助に任ぜられた。その後の記録はなく、藤原仲麻呂の乱における去就は不明。

## 官歴
『続日本紀』による。
- 時期不詳：正六位上
- 天平宝字3年（759年） 6月22日：見播磨大掾。12月10日：史から連に改姓
- 天平宝字5年（761年） 正月2日：外従五位下
- 天平宝字6年（762年） 4月1日：主税助